# Smrt fašismu, svobodu lidu!

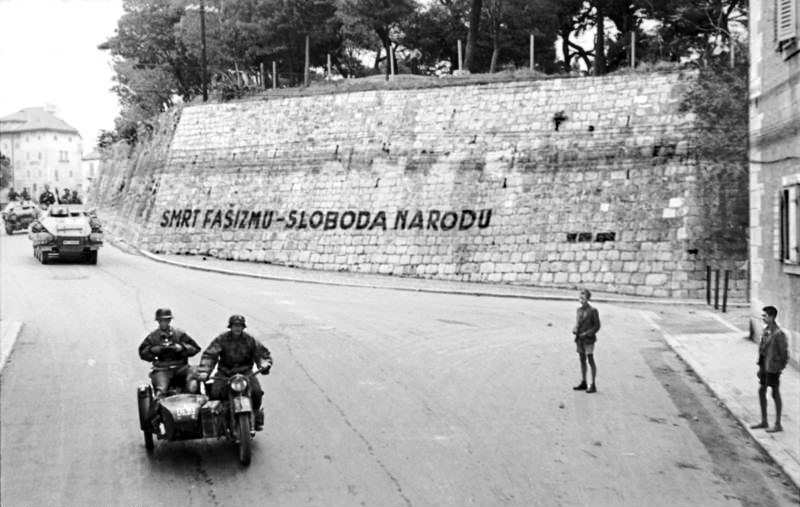
Slogan „Smrt fašismu, svobodu lidu!“, napsaný na zdi ve Splitu, září 1943

Smrt fašismu, svobodu lidu! (srbochorvatsky Smrt fašizmu, sloboda narodu! / Смрт фашизму, слобода народу!, slovinsky Smrt fašizmu, svoboda narodu!) byl pozdrav jugoslávských partyzánů během druhé světové války, který se později stal oficiálním sloganem jugoslávského hnutí odporu. Pozdrav se stal populárním po smrti chorvatského partyzána Stjepana Filipoviće, který jej vykřikl těsně před svou popravou jednotkami kolaborantské Srbské státní stráže ve Valjevu 22. května 1942.